# Anadolukavağı
Anadolukavağı ou Anadolu Kavağı est un quartier d'Istanbul au nord de son district Beykoz , sur la côte est du Bosphore, situé à l'avant-dernier goulot d'étranglement devant l'embouchure de la mer Noire.
Anadolukavağı est connu pour ses restaurants de poisson et ses ruines du château des Yoros des XIIIe et XVIIe siècles.

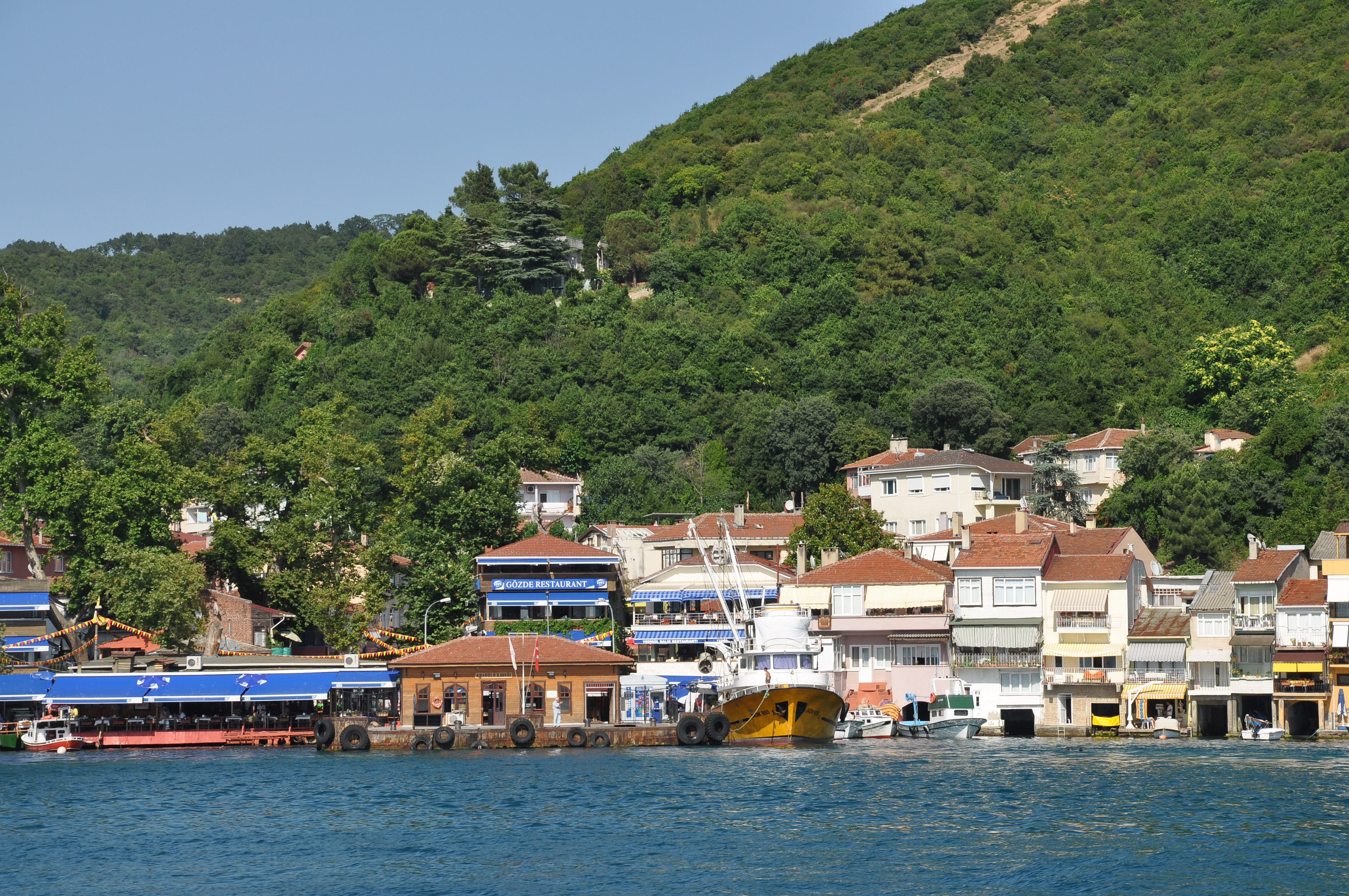